# Brasaljce
Bresalc/Bresalcë en albanais et Brasaljce en serbe latin (en serbe cyrillique : Брасаљце) est une localité du Kosovo située dans la commune/municipalité de Gjilan/Gnjilane, district de Gjilan/Gnjilane (Kosovo) ou district de Kosovo-Pomoravlje (Serbie). Selon le recensement kosovar de 2011, elle compte 2 823 habitants.

## Histoire
Sur le territoire du village se trouve une grotte proposée pour une inscription sur la liste des monuments culturels du Kosovo. La mosquée du village, construite en 1856, a été incendiée par les forces de Slobodan Milošević ; elle est elle aussi proposée pour un classement kosovar.

## Démographie

### Évolution historique de la population dans la localité
| 1948  | 1953  | 1961  | 1971  | 1981  | 1991  | 2011  |
| ----- | ----- | ----- | ----- | ----- | ----- | ----- |
| 1 441 | 1 561 | 1 694 | 2 071 | 2 399 | 2 452 | 2 823 |

|  |

### Répartition de la population par nationalités (2011)
En 2011, les Albanais représentaient 99,40 % de la population.